# 大仁県
大仁県（だいじん-けん）は中華人民共和国山西省にかつて存在した県。
1954年に大同県と懐仁県が合併し誕生した。1958年に廃止され、大同県及び懐仁県に分割された。